# Délnyugat-romániai fejlesztési régió

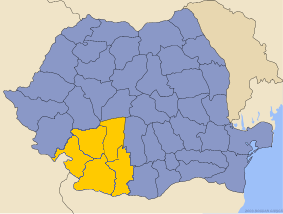
A Délnyugat-romániai fejlesztési elhelyezkedése

A Délnyugat-romániai fejlesztésihoz tartozó megyék: Dolj, Gorj, Mehedinți, Olt és Vâlcea, nagyjából megegyezik a történelmi Olténia területével. Területe 29 212 km², lakosainak száma 2002-ben 2 330 792 fő, népsűrűsége 80 fő/km². Nemzetiségi összetétel: román 97,2%, roma 2,6% (a valóságban ennél több), más 0,2%.
1998-ban hozták létre, feladata a fejlesztési projektek összehangolása, és az Európai Uniós támogatások felhasználásának szabályozása.

## Települések
Fontosabb városok: Craiova, Râmnicu Vâlcea, Szörényvár, Târgu Jiu, Slatina.

## Külső hivatkozások
- Hivatalos honlap